# Luigi Trombetta
Luigi Trombetta (ur. 3 lutego 1820 w Citta Lavinia, zm. 17 stycznia 1900 w Rzymie) – włoski duchowny rzymskokatolicki, wysoki urzędnik Kurii Rzymskiej, sekretarz Kongregacji Biskupów i Zakonników w latach 1896–1900, kardynał diakon od 1899.

## Życiorys
Przyjął święcenia kapłańskie w marcu 1844. Obronił doktorat obojga praw i pracował jako prawnik w trybunale Roty Rzymskiej, otrzymał godność kanonika patriarchalnej bazyliki liberiańskiej, a w maju 1877 tytuł protonotariusza apostolskiego. W lutym 1863 został podsekretarzem w Kongregacji ds. Biskupów i Zakonników, w czerwcu 1893 prosekretarzem (p.o. sekretarza), w grudniu 1896 sekretarzem tej kongregacji.
W czerwcu 1899 został mianowany przez Leona XIII kardynałem z tytułem diakona Sant'Eustachio. Zmarł pół roku później, został pochowany na cmentarzu Campo Verano w Rzymie. Był jednym z kardynałów bez sakry biskupiej.

## Źródła
- Luigi Trombetta w słowniku biograficznym kardynałów Salvadora Mirandy  [dostęp 2022-05-08] (ang.)
- Luigi Trombetta [online], catholic-hierarchy.org [dostęp 2022-05-08] (ang.).